# الأمين أفندي حميدة
اليوزباشي («النقيب») الأمين أفندي حميدة (ولد حوالي عام 1900 م، ربما في السودان) كان جنديًا في قوة دفاع السودان.
في عام 1936م، حصل على وسام الشعبة العسكرية لأفضل وسام الإمبراطورية البريطانية، من أجل جالانتري («وسام إمبراطورية جالانتري»، EGM)، «لشجاعته الواضحة والتفاني في أداء الواجب في ظروف الخطر الشخصي الكبير جدًا». نُشر في 23 يونيو 1936م.

نص الاقتباس:
وانفجرت عبوة كان يتم تجميعها في جزء آخر من الغرفة بطريق الخطأ، مما أسفر عن مقتل ضابط صف وإصابة ضابط محلي وثمانية ضباط صف. ولحقت بالمبنى أضرار جسيمة واندلع حريق في عدة أماكن.
اليوزباشي الأمين أفندي حميدة، على الرغم من عدم تعرضه لأذى، اهتز بشدة ودوار. عند التعافي، على الرغم من إدراكه الكامل لخطر "مزيد من الانفجارات، لأنه كان يعلم أن ثلاث حاويات أخرى مملوءة بقسمه لا تزال ؛ في الغرفة توجه على الفور لمساعدة الجرحى، ثم اتخذ خطوات فعالة لإخماد الحرائق وإخراج الشحنات السليمة إلى مكان آمن.
في سبتمبر 1940م، تم تحويل الميدالية تلقائيًا إلى جورج كروس الذي تم إنشاؤه حديثًا.
اعتبارًا من 2018م، ظلت ميدالياته في ملكية أسرته؛ ظهرت في حلقة من برنامج عرض ترويجي للتحف على قناة BBC في 24 فبراير 2019م.